# Phomopsis ipomoeae
Phomopsis ipomoeae är en svampart som beskrevs av Petr. 1922. Phomopsis ipomoeae ingår i släktet Phomopsis och familjen Diaporthaceae.   Inga underarter finns listade i Catalogue of Life.